# Xanthocanace pollinosa
Xanthocanace pollinosa är en tvåvingeart som beskrevs av Ichiro Miyagi 1963. Xanthocanace pollinosa ingår i släktet Xanthocanace och familjen Canacidae. Inga underarter finns listade i Catalogue of Life.